# ستيفن عدلي جرجس
ستيفن عدلي جرجس (بالإنجليزية: Stephen Adly Guirgis)‏ هو كاتب مسرحي أمريكي، وكاتب السيناريو، ومخرج، وممثل. وهو العضو والمدير الفني السابق لشركة «لابيرينث ثيتر» في مدينة نيويورك. وقد تم إنتاج مسرحياته على حد سواء خارج برودواي وعلى برودواي وكذلك في المملكة المتحدة. مسرحيته «بين ريفرزيد ومجنون» فازت بجائزة بوليتزر 2015 للدراما. 

## حياته المبكره
جرجس هو ابن أب مصري وأم أميركية إيرلندية. وقد نشأ في الجانب الغربي العلوي لمدينة نيويورك. وقد التحق بالمدرسة في هارلم القريبة وتخرج من جامعة ألباني في جامعة نيويورك في عام 1992. 

## مساره المهني

### كتاباته
مسرحية جرجيس بين ريفرزيد وكريزي عرض لأول مرة خارج برودواي في شركة مسرح الأطلسي في يوليو 2014 وأغلق في 23 أغسطس 2014. ثم تم إنتاجها من قبل مسرح المرحلة الثانية، وفتح في معاينات يوم 16 يناير 2015، رسميا يوم 11 فبراير، 2015. إخراج أوستن بندليتون، المسرحية ظهرت ستيفن ماكينلي هندرسون. تلقت المسرحية ترشيح لجائزة دوري الدراما 2015، الإنتاج المتميز من برودواي أو خارج برودواي. فاز المسرحية في عام 2015 جائزة دائرة النقاد الخارجي، المعلقة الجديدة خارج برودواي اللعب. فاز المسرحية في عام 2015 جائزة الدراما نقاد الدراما نيويورك لأفضل عرض. فازت المسرحية بجائزة لوسيل لورتيل لعام 2015، أفضل عرض. مسرح الفنانين ريبيرتوري، وتقع في بورتلاند بولاية أوريغون، وسوف المرحلة بين ريفرزيد ومجنون من 4 مارس - 1 أبريل 2018. 
مسرحيته ذي موثرفوكر مع قبعة عرضت على برودواي في عام 2011 وظهر بوبي كانافال، كريس روك. وأجري أيضا في سان فرانسيسكو عرضا في يناير 2013 حيث تلقت مراجعات إيجابية.
تم إنتاج فيلم ليتل فلاور أوف إيست أورانج من بطولة إلين بورستين وإخراج فيليب سيمور هوفمان، خارج مسرح برودواي من قبل شركة مسرح المتاهة في المسرح العام الذي افتتح في 6 أبريل 2008 واختتم يوم 4 مايو 2008. وقد تم تطوير المسرحية في سلسلة "6 @ 7" في نادي مانهاتن ثيتر كلوب. 
يهوذا إسكاريوت عرض لأول مرة خارج برودواي في 2 مارس 2005 في المسرح العام، وكان إخراج فيليب سيمور هوفمان. وانتهت المسرحية من الندوة الانتقادية في لندن في مسرح ألميدا في 10 مايو 2008. 
لعبت مسرحيته «سيدة الشارع 121» في الأصل في إنتاج خارج برودواي من مسرح لابيرينث في مركز المرحلة / نيويورك ثم نقلت إلى مسرح ساحة الاتحاد من 6 مارس 2003 إلى 27 يوليو 2003. وأدار المسرحية فيليب سيمور هوفمان. تلقت المسرحية: 10 أفضل مسرحيات عام 2003؛ لوسيل لورتيل، مكتب الدراما، ودائرة النقاد الخارجي أفضل ترشيحات بلاي. 

## وصلات خارجية
- ستيفن عدلي جرجس على موقع IMDb (الإنجليزية)
- ستيفن عدلي جرجس على موقع قاعدة بيانات برودواي على الإنترنت (الإنجليزية)
- ستيفن عدلي جرجس على موقع قاعدة بيانات الفيلم (الإنجليزية)

1. ↑  ملف استنادي دولي افتراضي (باللغات المتعددة), دبلن: مركز المكتبة الرقمية على الإنترنت, OCLC:609410106, QID:Q54919
2. 1 2   http://esperstudio.com/alumni-of-esper-studio/. اطلع عليه بتاريخ 2017-02-05. {{استشهاد ويب}}: |url= بحاجة لعنوان (مساعدة) والوسيط |title= غير موجود أو فارغ (من ويكي بيانات) (مساعدة)
3. ↑   https://www.pulitzer.org/prize-winners-by-category/218. {{استشهاد ويب}}: |url= بحاجة لعنوان (مساعدة) والوسيط |title= غير موجود أو فارغ (من ويكي بيانات) (مساعدة)
4. ↑  Blake, Leslie (Hoban). "Comin' Uptown", Theatermania, 23 August 2002. نسخة محفوظة 09 أبريل 2005 على موقع واي باك مشين.
5. ↑  Fisher, Philip. Interviews: Stephen Adly Guirgis, BritishTheatreGuide.info, 2001 (sic). نسخة محفوظة 03 مارس 2016 على موقع واي باك مشين.
6. ↑  Hetrick, Adam and Purcell, Carey. "Stephen Adly Guirgis Premiere, 'Between Riverside And Crazy', Closes at the Atlantic" playbill.com, August 23, 2014 نسخة محفوظة 27 أكتوبر 2017 على موقع واي باك مشين.
7. ↑  Cox, Gordon. "Replaces 'American Psycho' with 'Between Riverside and Crazy'", Variety, October 16, 2014. نسخة محفوظة 22 سبتمبر 2017 على موقع واي باك مشين.
8. ↑  Gans, Andrew. "2015 Drama League Awards Nominations Announced; More Than 45 Will Vie for Distinguished Performance Honor" نسخة محفوظة June 23, 2015, على موقع واي باك مشين. playbill.com, April 21, 2015.
9. ↑  Clement, Olivia. " 'Curious Incident' Top Winner at Outer Critics Circle Awards", playbill.com, May 10, 2015. نسخة محفوظة 22 سبتمبر 2017 على موقع واي باك مشين.
10. ↑  Hetrick, Adam. " 'Hamilton' and 'Between Riverside and Crazy' Win 2015 New York Drama Critics' Circle Awards" playbill.com, May 4, 2015 نسخة محفوظة 12 أكتوبر 2017 على موقع واي باك مشين.
11. ↑  Staff. "'Hamilton' Breaks Record With Most Lortel Wins", playbill.com, May 10, 2015. نسخة محفوظة 27 أكتوبر 2017 على موقع واي باك مشين.
12. ↑  "2017/18 Season" artistsrep.org نسخة محفوظة 23 نوفمبر 2017 على موقع واي باك مشين.
13. ↑  Healy, Patrick. "Chris Rock Takes On Broadway in 'Hat'", The New York Times blog, October 22, 2010. نسخة محفوظة 15 يناير 2018 على موقع واي باك مشين.
14. ↑  "SF Gate". مؤرشف من الأصل في 2014-05-15. اطلع عليه بتاريخ 2014-05-14.
15. ↑  Hernandez, Ernio. " 'The Little Flower of East Orange', Starring Ellen Burstyn, Opens Off-Broadway April 6", plaubill.com, April 6, 2008. نسخة محفوظة 22 سبتمبر 2017 على موقع واي باك مشين.
16. ↑  " 'The Little Flower of East Orange' Listing", labtheater.org, accessed April 20, 2015. نسخة محفوظة 22 سبتمبر 2017 على موقع واي باك مشين.
17. ↑  Hernandez, Ernio. "Off-Broadway Dates Set for Guirgis' 'Little Flower of East Orange'", playbill.com, January 7, 2008. نسخة محفوظة 22 سبتمبر 2017 على موقع واي باك مشين.
18. ↑  " 'Judas Iscariot' Listing", lortel.org, accessed April 21, 2015. نسخة محفوظة 28 يونيو 2015 على موقع واي باك مشين.
19. ↑  Rees, Jasper. "Stephen Adly Guirgis: When Judas came to New York", The Telegraph, 22 March 2008. نسخة محفوظة 21 يونيو 2008 على موقع واي باك مشين.
20. ↑  "'Our Lady of 121st Street' Ends Off-Broadway Run at Union Square, June 29", playbill.com, June 12, 2003. نسخة محفوظة 27 أكتوبر 2017 على موقع واي باك مشين.
21. ↑  "Listing", lortel.org, accessed April 20, 2015. نسخة محفوظة 29 يونيو 2015 على موقع واي باك مشين.